# يوسف مشرية
يوسف مشرية هو عالم دين وإمام وصوفي جزائري مولود خلال عام 1949م في مدينة السوقر بولاية تيارت.

## الإمامة
تم تعيين "يوسف مشرية" كإمام في "مسجد المحمدية في ولاية الجزائر.
ويقع هذا المسجد غير بعيد عن دار الإمام وكذلك جامع الجزائر قيد الإنجاز.

## رابطة علماء وأئمة ودعاة الساحل
تم اختيار «يوسف مشرية» عند تأسيس رابطة علماء وأئمة ودعاة الساحل كأمين عام له.

### مقالات إضافية
- وزارة الشؤون الدينية الجزائرية
- المرجعية الدينية الجزائرية
- الاتحاد الوطني للزوايا الجزائرية
- الاتحاد العالمي للطرق الصوفية
- رابطة علماء وأئمة ودعاة الساحل
- أكاديمية التربية الصوفية
- المجلس العلمي للإفتاء بالجزائر
- التراث الفقهي الجزائري
- المجلس الإسلامي الأعلى بالجزائر
- اللجنة الوطنية لمراقبة الأهلة
- المركز الثقافي الإسلامي لولاية الجزائر
- قائمة المساجد في ولاية الجزائر
- مديرية الشؤون الدينية والأوقاف لولاية الجزائر

### فايسبوك
- يوسف مشرية  على فيسبوك.

### فيديوهات
- حوار الدكتور يوسف مشرية أمين رابطة علماء دول الساحل في قناة الدزاير نيوز على يوتيوب
- برنامج نفحات من الفكر والروح مع فضيلة الشيخ يوسف مشرية في قناة النهار على يوتيوب
- حوار الدكتور يوسف مشرية أمين رابطة علماء ودعاة وأئمة دول الساحل في قناة نوميديا نيوز على يوتيوب
- حصة الدكتور يوسف مشرية مع الدكتور محمد الأمين بلغيث في قناة الشروق نيوز حول الحج على يوتيوب
- حوار الدكتور يوسف مشرية أمين رابطة علماء ودعاة وأئمة دول الساحل في قناة الشروق نيوز على يوتيوب

### وصلات خارجية
- الموقع الرسمي لوزارة الشؤون الدينية والأوقاف بالجزائر